# Thanh Lạc
Thanh Lạc là một xã miền núi thuộc huyện Nho Quan, tỉnh Ninh Bình, Việt Nam.

## Địa lý
Xã cách trung tâm thành phố Ninh Bình 29 km, có vị trí địa lý:
- Phía đông giáp xã Sơn Thành
- Phía nam giáp xã Phú Lộc
- Phía tây giáp xã Văn Phú
- Phía bắc giáp xã Thượng Hòa và huyện Gia Viễn.

Xã Thanh Lạc có diện tích 6,46 km², dân số năm 2019 là 3.610 người, mật độ dân số đạt 559 người/km².

## Lịch sử
Xã được thành lập theo quyết định số 199/QD ngày 22/7/1964 trên cơ sở tách từ xã Cộng Hòa.

## Văn hóa

### Chùa Thần Nông
Chùa Thần Nông ở xã Thanh Lạc, Nho Quan, Ninh Bình là ngôi chùa cổ 500 năm tuổi. Chùa thờ Thần Nông, nguyên là cụ nội Vua Hùng và là Thủy tổ của người Việt Nam. Ngôi chùa cổ kính này được xây dựng từ thời Hậu Lê đến nay vẫn còn lưu giữ nhiều cổ vật và sắc phong quý báu của các triều đại phong kiến. Lễ tế Thần Nông và lễ hội chùa Thần Nông diễn ra vào dịp rằm tháng giêng tết nguyên tiêu hàng năm.